# Àlbum musical

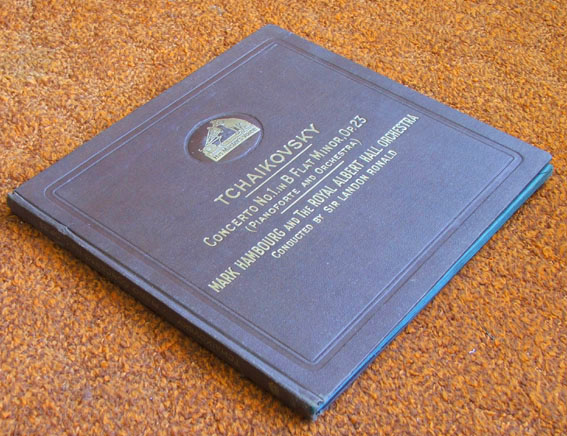
Els primers àlbums musicals tenien forma de llibre, s'assemblaven als àlbums fotogràfics

Un àlbum musical (anglicisme) és una col·lecció de cançons o composicions musicals relacionades entre si i que són distribuïdes al públic. La manera més habitual és la distribució comercial, encara que alguns artistes venen els seus àlbums directament al públic durant els concerts o als seus llocs web.
Les pistes d'un àlbum poden estar relacionades per un tema comú, una ambientació musical determinada o un tipus de música concret. També poden estar pensades per a expressar un missatge unificat o contar una història (com en el cas d'un àlbum conceptual). Pot ser també que l'àlbum només sigui una forma d'agrupar els enregistraments fets durant un determinat temps o en un determinat lloc, o enregistraments els drets comercials dels quals són controlats per una única companyia discogràfica.
Un àlbum es pot llançar al mercat en multitud de formats, com ara en CD, DVD, casset, disc fonogràfic, MP3, AAC o en forma de flux de dades